# یواس‌سی‌جی‌سی تاهوما (دبلیوپی‌جی-۸۰)
یواس‌سی‌جی‌سی تاهوما (دبلیوپی‌جی-۸۰) (به انگلیسی: USCGC Tahoma (WPG-80)) یک کشتی بود که طول آن ۱۶۵ فوت (۵۰ متر) بود. این کشتی در سال ۱۹۳۴ ساخته شد.